# Округ Пендлтон (Западна Вирџинија)
Пендлтон (енгл. Pendleton County) је округ у америчкој савезној држави Западна Вирџинија.

## Демографија
По попису из 2010. године број становника је 7.695, што је 501 (-6,1%) становника мање него 2000. године.
| Група             | 2000.         | 2010.         |
| Белци             | 7.854 (95,8%) | 7.353 (95,6%) |
| Афроамериканци    | 174 (2,1%)    | 150 (1,9%)    |
| Азијати           | 15 (0,2%)     | 20 (0,3%)     |
| Хиспаноамериканци | 73 (0,9%)     | 71 (0,9%)     |
| Укупно            | 8.196         | 7.695         |